# Célimo Guido Cruz
Gerardo Célimo Guido Cruz (Cóbano, Puntarenas, 16 de octubre de 1951) es un político agrarista costarricense. En las elecciones de 1998 fue elegido diputado por la provincia de Alajuela por el Partido Fuerza Democrática. En ese período se caracterizó por presidir la Comisión de Asuntos Agropecuarios en la Asamblea Legislativa. Por diferencias con el historiador Vladimir de la Cruz se separó de Fuerza Democrática y se unió al partido cantonal Social Demócrata, inscrito a nivel de Palmares, y luego al partido provincial PADA (Partido Acción Democrática Alajuelense). 
Tras finalizar su período como diputado, protagonizó, junto al dirigente comunista Trino Barrantes, un movimiento de protesta contra la empresa española RITEVE en el mes de julio de 2002, lo cual le valió una condena a un año de cárcel, el cual no debió cumplir por carecer de antecedentes. Para las elecciones de 2006, Célimo participó encabezando la papeleta legislativa del PADA, pero no resultó elegido. Posteriormente, Célimo se desempeñó como uno de los principales dirigentes de la lucha contra el TLC. Para el proceso electoral de 2010, el PADA sirvió como base para el establecimiento de la Alianza Patriótica como partido nacional y en esas elecciones Célimo de nuevo fue candidato a diputado en el primer lugar por Alajuela pero la Alianza Patriótica no obtuvo ninguna curul legislativa. 
En la época posterior a las elecciones municipales de 2010, Alianza Patriótica pasó por un período de inactividad que provocó que algunos miembros de ese partido como Lisbeth Quesada Tristán y el mismo Célimo, se trasladaran a otras tiendas políticas. Cuando Mariano Figueres apareció en los medios proponiendo una coalición de oposición para las elecciones del 2014, ya Célimo se había ayuntado con otros líderes como el economista Álvaro Montero Mejía, la educadora Julieta Dobles y los señores Gerardo Quirós y Julio Vargas Soto para la construcción de un nuevo partido: Patria Nueva, así que la posibilidad de regresar a Alianza Patriótica quedó descartada. En la Asamblea Cantonal de San Ramón del Partido Patria Nueva, Guido Cruz fue elegido delegado territorial a la Asamblea Provincial de Alajuela. Curiosamente la primera provincia en la que Patria Nueva culminó todo el proceso de organización cantonal fue, justamente, Alajuela.
En 2019 daría su adhesión al Partido Integración Nacional con el fin de apoyar la candidatura a la Alcaldía de San Ramón del abogado Juvenal Cascante.
| Precedido por: Juan Luis Jiménez Succar 1994-1998 | Diputado de la Asamblea Legislativa de Costa Rica (9º puesto por Alajuela) 1998-2002 | Sucedido por: José Humberto Arce Salas 2002-2006 |